# Watsonia tabularis
Watsonia tabularis är en irisväxtart som beskrevs av J.W.Mathews och Harriet Margaret Louisa Bolus. Watsonia tabularis ingår i släktet Watsonia och familjen irisväxter. Inga underarter finns listade i Catalogue of Life.

## Bildgalleri

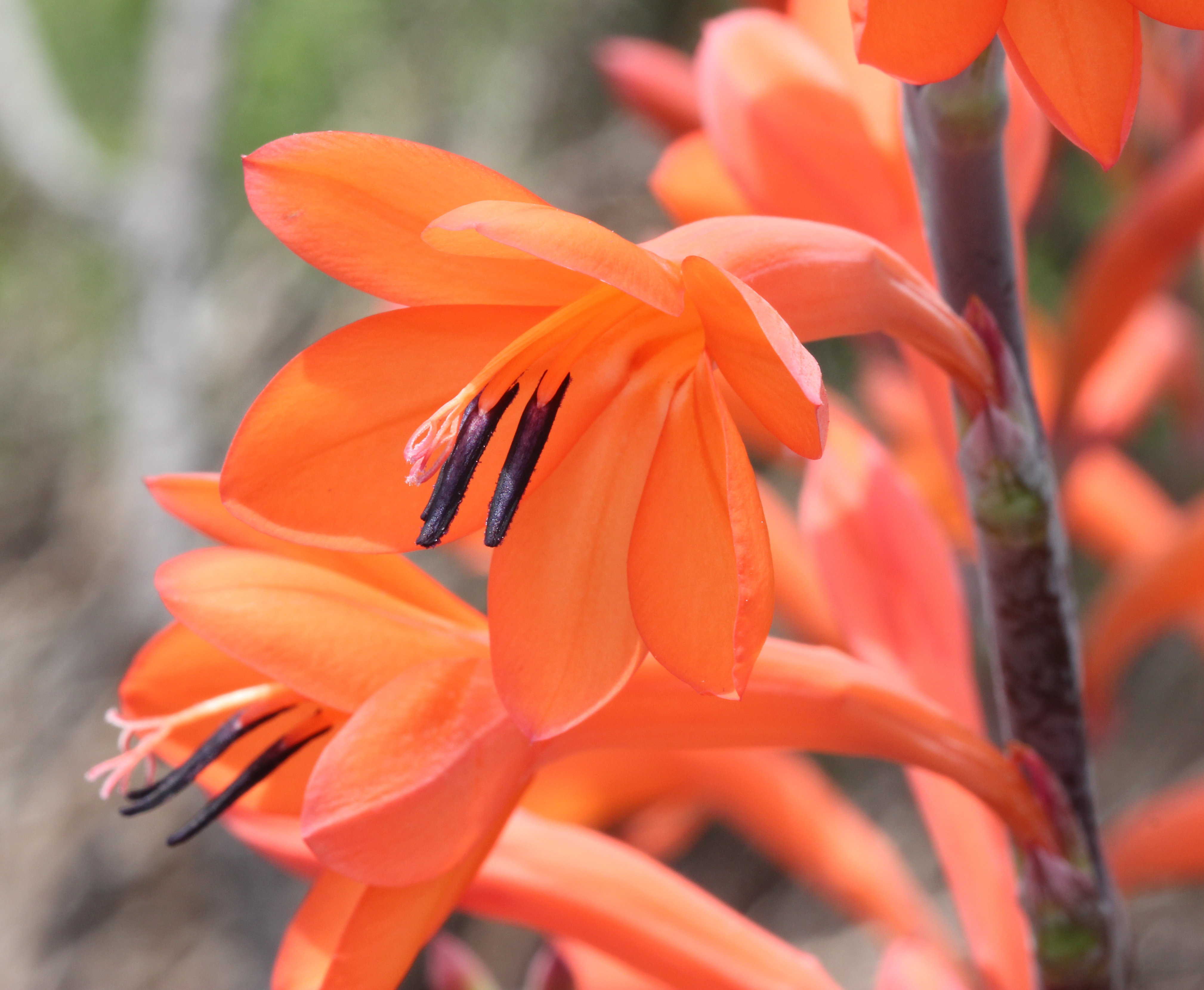
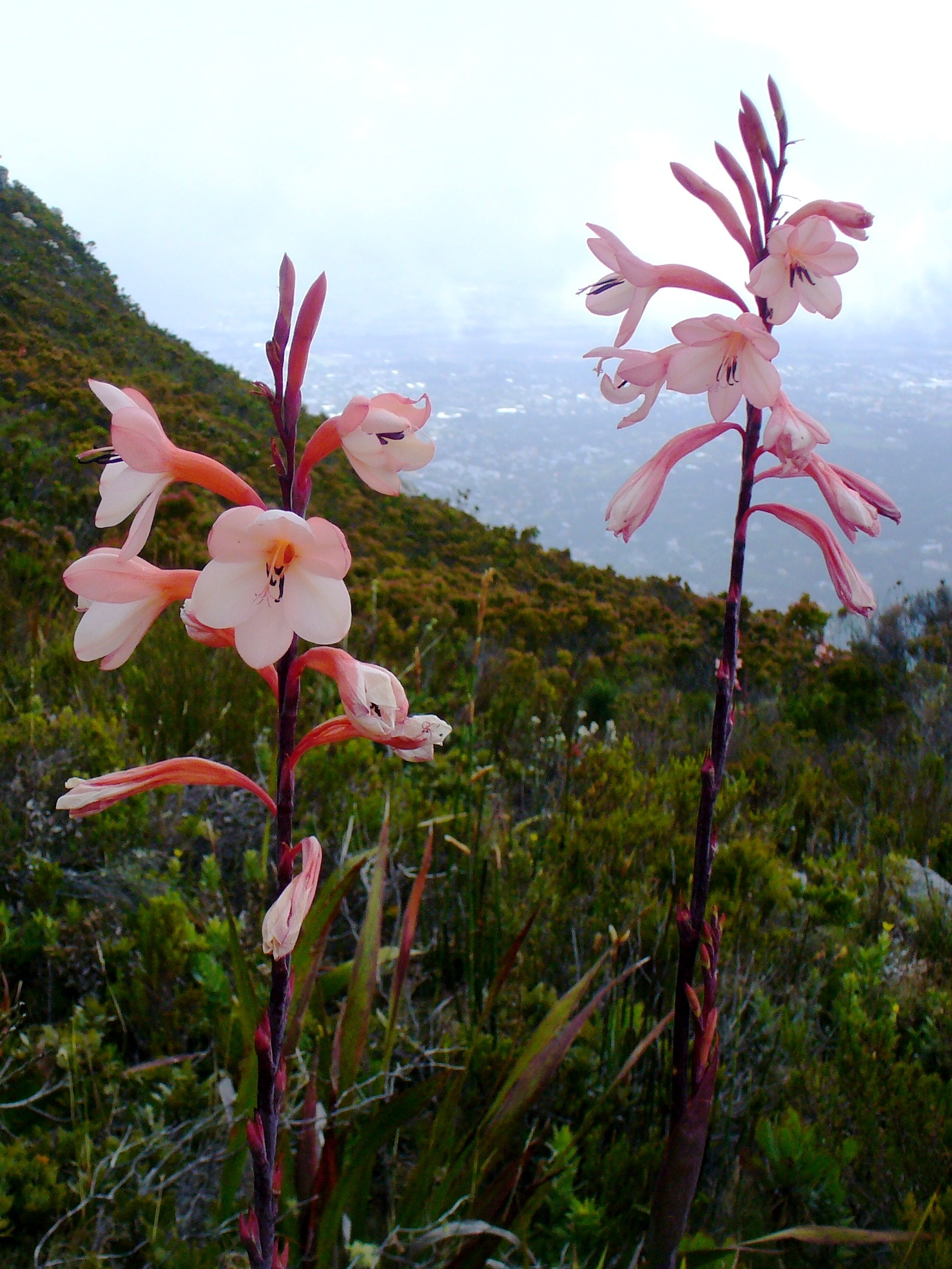